# St. Katharina (Wintzingerode)

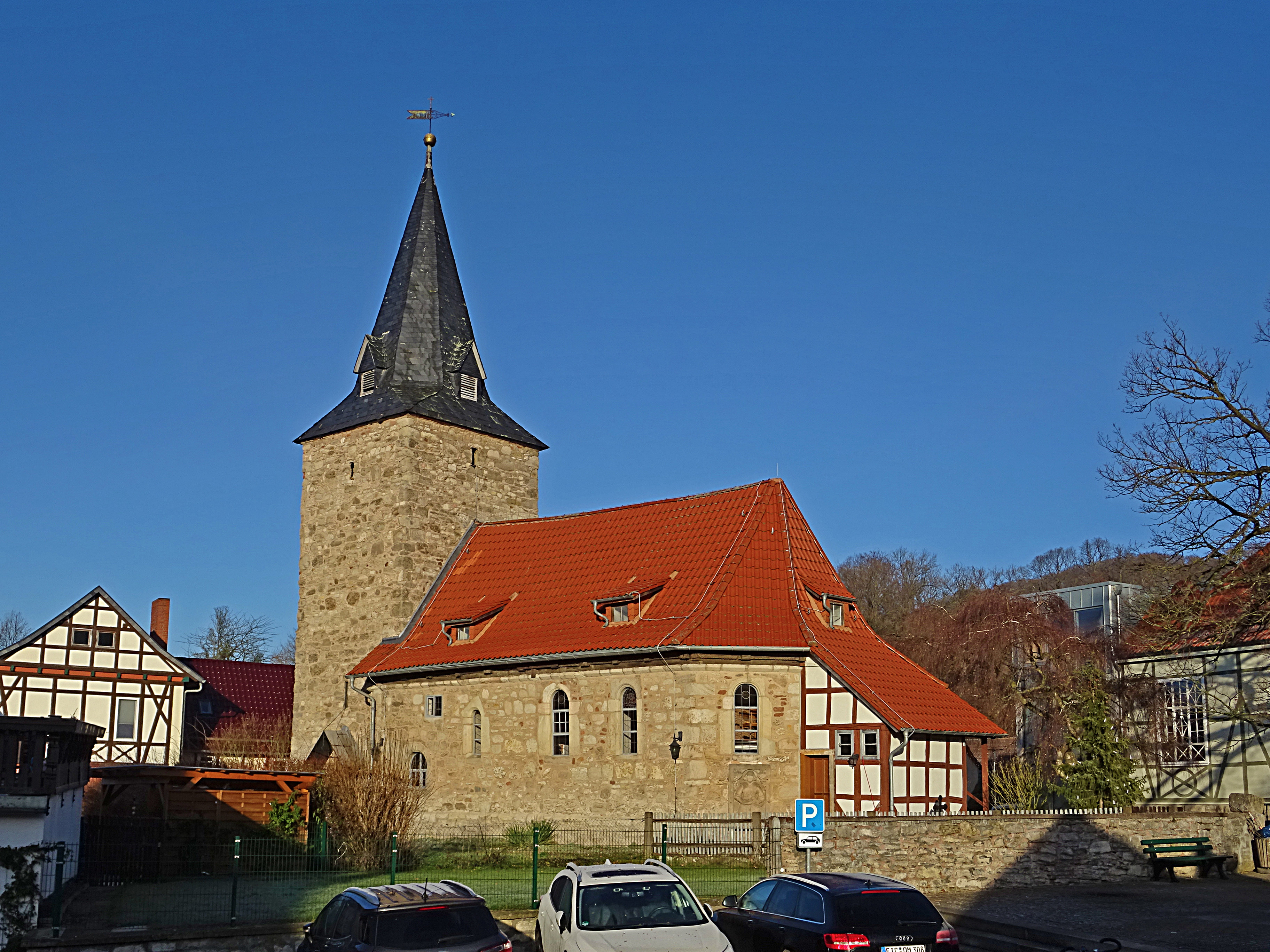
St.-Katharina-Kirche in Wintzingerode

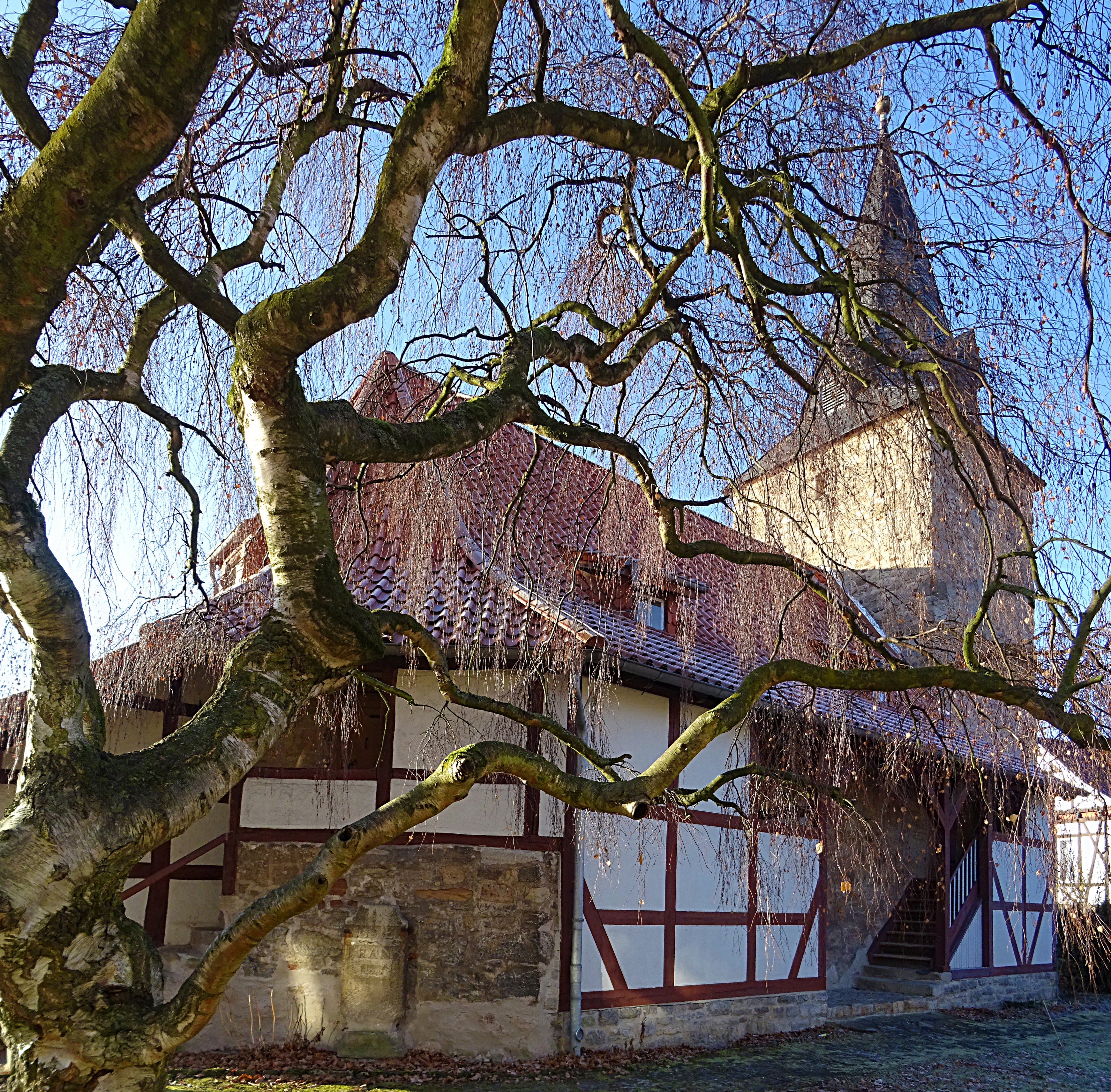
Die alte Wehrkirche von Nordosten

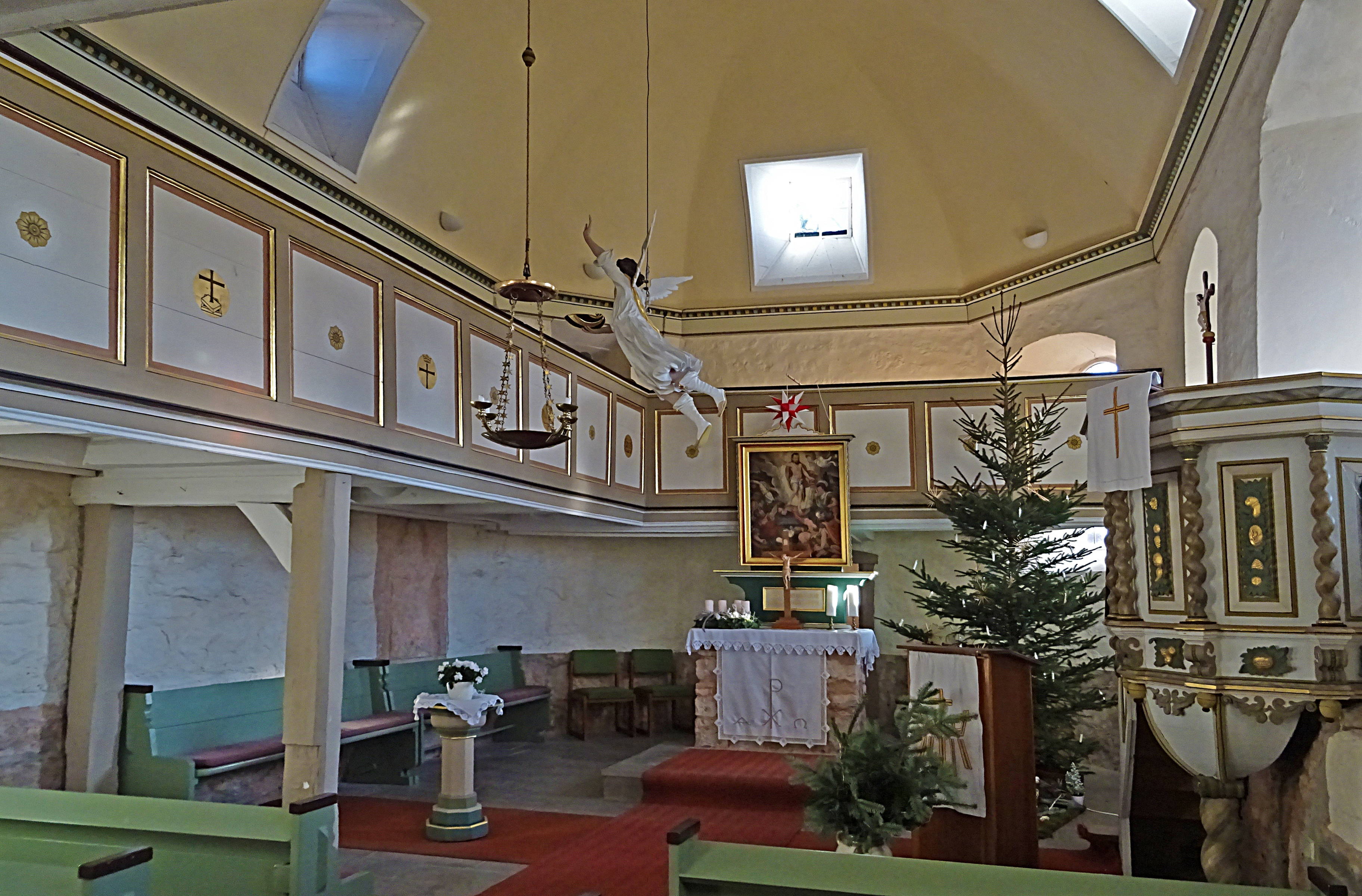
Blick zum Altar

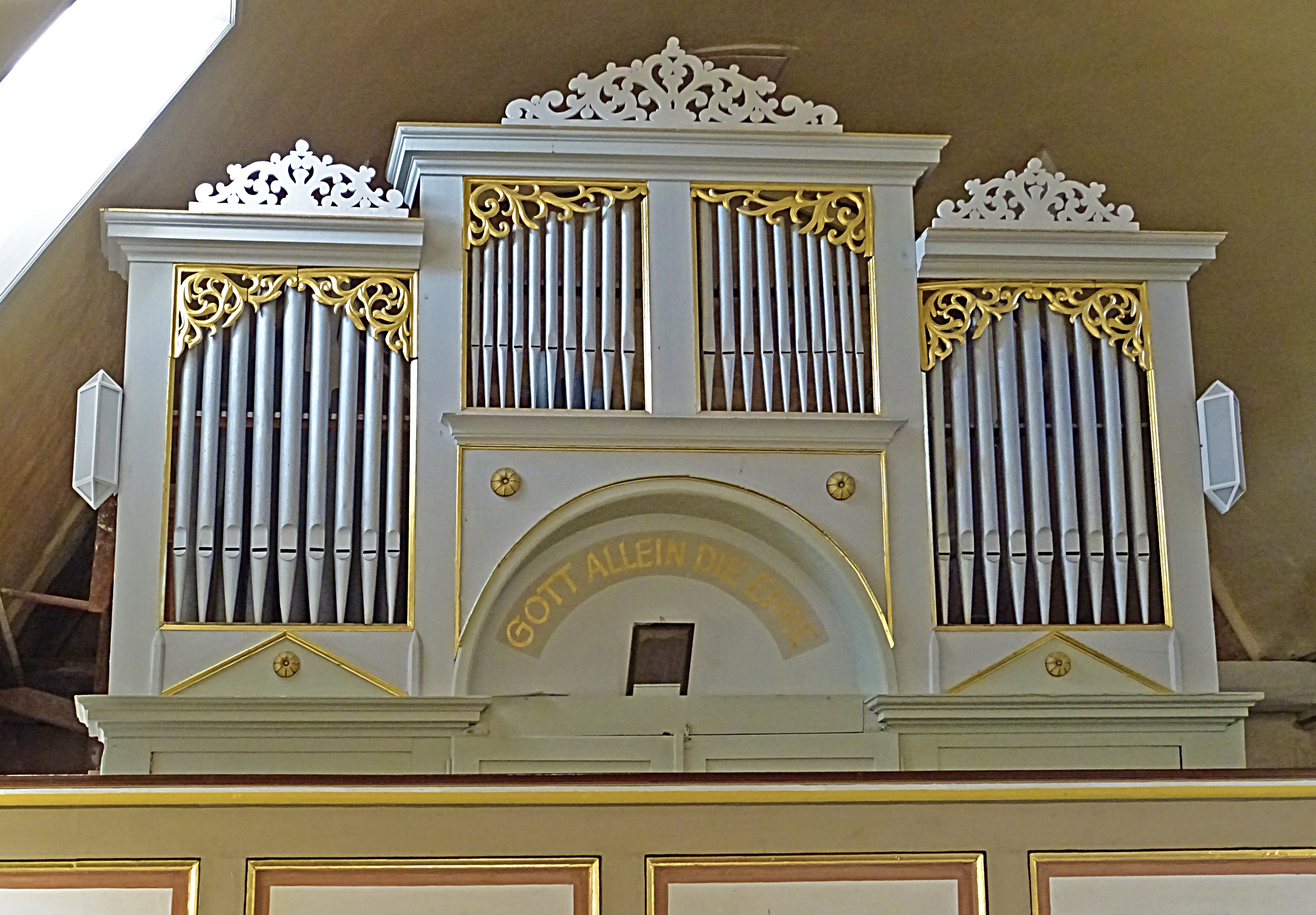
Orgel von Carl Heyder (1850)

Die evangelische Dorfkirche St. Katharina steht in Wintzingerode, einem Stadtteil von Leinefelde-Worbis im Landkreis Eichsfeld in Thüringen.

## Geschichte
Ein mit Mauern befestigter Kirchhof und mit einer Wehrkapelle und Wehrturm bestehende Kirche wurde 1387 schriftlich nachgewiesen. 1389 schrieb man dann schon von einer Wehrkirche. Im Bauernkrieg 1525 gab es unter dem Einfluss des herrschenden Adelsgeschlechts von Wintzingerode keine Aufstände der Bauern, weil man sich gegenseitig unterstützte.
Die Bewohner des Umlands des Dorfes Wintzingerode blieben während der Gegenreformation dem evangelischen Glauben treu, obwohl Berthold von Wintzingerode nach einem vom Erzbischof von Mainz veranlassten Scheinprozess hingerichtet wurde. Seinem Nachfolger Bertram Ludolf von Wintzingerode und anderen Mitgliedern der Familie von Wintzingerode ist es zu verdanken, dass sich in mehreren Dörfern um das Ohmgebirge der evangelische Glaube durchsetzte. Deshalb befindet sich an der Kirche eine Grabtafel des Bertram Ludolf von Wintzingerode. Er starb 1667 und wurde im Kirchengewölbe ehrend beigesetzt.
Im Dreißigjährigen Krieg um 1630 sind das ganze Dorf und die Kirche niedergebrannt worden. Die Grundmauern der Kirche und der Steinaltar blieben erhalten. Die Kirche konnte erst um 1700 im Barockstil wieder aufgebaut werden. Die noch vorhandenen Kunstgegenstände aus dieser Zeit stammen von den Adelsherren. Es ist u. a. der Taufengel aus dem Jahr 1701.

## Umgestaltungen
Eine größere Renovierung des Gotteshauses gab es 1778. Diese Zahl zeigt auch die Turmfahne. Der Turm wurde so, wie er heute steht, fertig gebaut. 1850 erhielt die Kirche die Orgel von Carl Heyder.
Der Friedhof befand sich bis 1857 am Gotteshaus. Am 7. Mai 1857 fand die erste Beerdigung auf den jetzigen Gottesacker statt.
Eine weitere Renovierung der Kirche fand 1928 statt. Das Mauerwerk aus Natursteinen wurde freigelegt und verfugt. Die Turmfahne erhielt die zweite Jahreszahl. Das Tonnengewölbe wurde neu mit Brettern versehen. Die große Glocke wurden erneuert, denn die alte Glocke war gesprungen. Gleichzeitig erhielten die Glocken ein neues Traggestell mit einem Eisenunterzug. 1956 konnte das Dach neugedeckt werden. Viele andere Aktivitäten gab es um die evangelische Gemeinschaft.
Erst am 25. Oktober 1998 erhielt die Kirche nach der altkirchlichen Heiligen Katharina von Alexandrien den Namen Sankt Katharina.